# 我的刺猬女孩2
《我的刺猬女孩之念念不忘》，别名《我的刺蝟女孩2》，是一部2023年中国大陆校園青春勵志劇，为《我的刺蝟女孩》续集。该剧由李逸男、天爱等演员主演。于2021年4月在江苏南通开拍，同年6月杀青。于2023年2月21日在优酷首播。

### 主要演员
| 演员   | 角色   | 介绍 |
| 李逸男 | 吳景昊 | 嶺北大學醫學院大一新生，帶着殘缺的28歲外科醫師的記憶，表面風趣毒舌，實則温暖細膩，性格沉穩內斂充滿智慧，內心深處藏着不為人知的秘密。                                                       |
| 天愛   | 韓菲   | 穿越時空回到大學校園的“刺蝟女孩”韓菲，與大學時期的吳景昊再次想逢，個性外冷內熱，和朋友們在一起的時候活潑開朗、勇敢善良，這次與吳景昊的重逢使她在戀愛中變得更加的温柔和耐心。               |
| 周曆傑 | 林凌   | 吳景昊的室友，天真浪漫的温室花朵。雖然是個從小養尊處優的小少爺，但因為家人不在身邊，都靠自己打工賺取生活費，是個名副其實的“負”二代，由於他對所有的事情都想的比較淺顯，也經常鬧出不少笑話。 |
| 鄭英辰 | 張雯雯 | 韓菲的室友，温柔強大又萬能的學姐，現任音樂社社長，學生會勤工部部長，喜歡在課餘時間做各種兼職，琢磨賺錢之道，跟林凌從冤家一路到“生意夥伴”，最後成了彼此生活中不可或缺的另一半。             |
| 呂釗   | 遲桃   | 韓菲好友。性格樂觀豁達，十分直率，總會給身邊的人帶來歡笑，在大學裏最大的願望就是能談一場轟轟烈烈的戀愛。                                                                                   |